# Chris van der Hoef

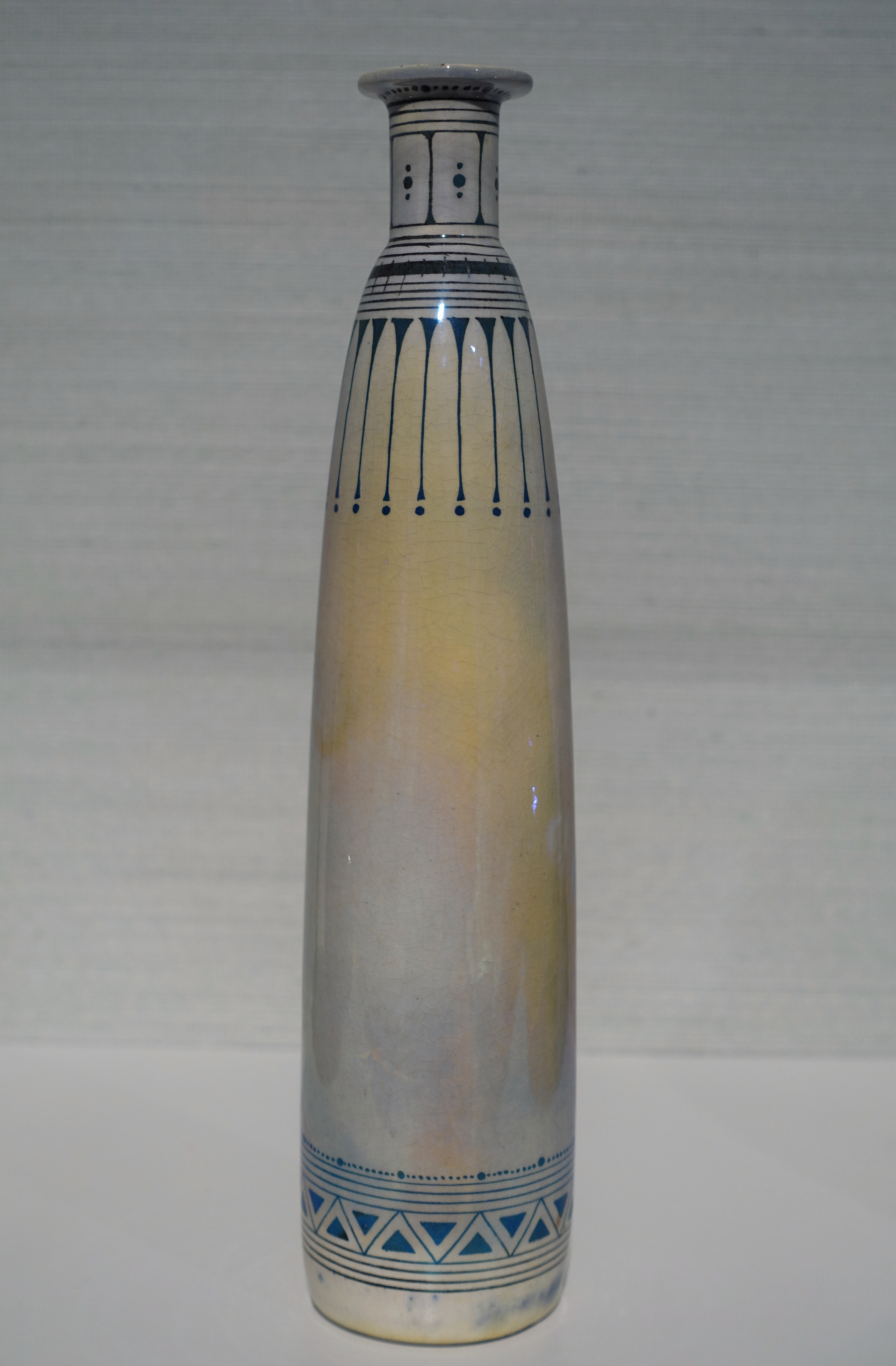
Vaas (1903)

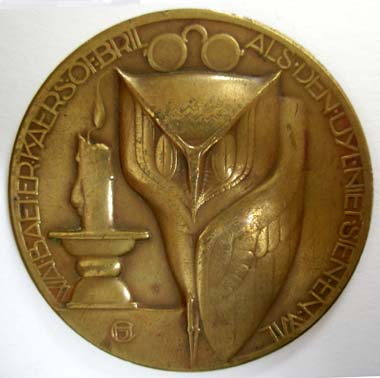
Een penning voor een oogartsencongres.

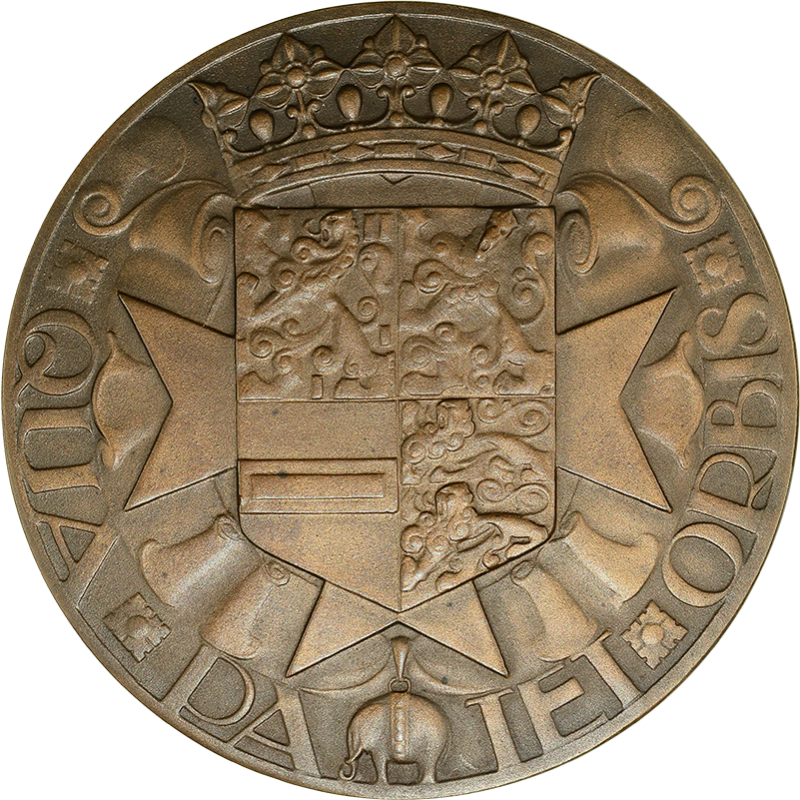
Johan Maurits van Nassau - tweede penning 1929, VPK

Christiaan Johannes (Chris) van der Hoef (Amsterdam, 11 oktober 1875 - Den Haag, 5 maart 1933) was een Nederlandse kunstenaar. Hij was beeldhouwer, bouwbeeldhouwer, graficus, afficheontwerper, medailleur, tekenaar, keramist en sierkunstenaar.

## Leven en werk
Van der Hoef was vanaf 1888 leerling beeldhouwer in het Atelier Van den Bossche en Crevels in Amsterdam. In 1898 ging hij bij de Aardewerkfabriek Amstelhoek werken, waar hij ontwerper werd en vervaardiger van sier- en gebruiksvoorwerpen. Van 1903 tot 1910 was hij verbonden aan De Woning Amsterdam, Zuid-Holland Gouda, Haga Purmerend en Amphora Oegstgeest. Vanaf 1910 maakte Van der Hoef geen aardewerk meer en ging hij vrijwel uitsluitend aan het beeldhouwen en het creëren van penningen werken. Hij woonde en werkte in Amsterdam tot 1904, Gouda tot 1905, in Amsterdam van 1905 tot 1925 (in het voormalig atelier van Lambertus Zijl) en in Den Haag van 1925 tot zijn dood in 1933.
Van der Hoef was een vertegenwoordiger van de Nederlandse Nieuwe Kunst, een stroming die in Duitsland jugendstil genoemd wordt. De jugendstil kent enerzijds de curvilineaire of versierende art nouveau (in Nederland met een knipoog "slaoliestijl" genoemd), die de natuur koos als inspiratie, met vloeiende, golvende lijnen van plant- en diermotieven. Daarnaast waren melancholieke vrouwfiguren uitgangspunt. Anderzijds richtte de geometrische art nouveau zich meer op strakke en geometrische lijnen en wiskundige motieven. Motieven uit de natuur keren hierin als abstracties terug. Van der Hoef werkte in beide stijlen.

### Beeldhouwer
In Amsterdam staat het door Van der Hoef en Driekus Jansen van Galen gebeeldhouwde Monument Burgemeester Tellegen, een werk onthuld in 1929. Als beeldhouwer nam van der Hoef deel aan de Olympische Zomerspelen van 1928 te Amsterdam. Hierop won hij een zilveren medaille.

### Medailleur
Van der Hoef ontwierp diverse penningen, geregeld in opdracht van de firma Koninklijke Begeer. In het begin van zijn penningcarrière ontwierp hij een aantal sportpenningen. In 1912 werd hij gevraagd om een penning te ontwerpen voor de Nederlandsch-Belgische Vereeniging van Vrienden van de Medaille, waarna in 1913 een aantal ontwerpen volgde voor de 100-jarige onafhankelijkheid van Nederland. Zijn ontwerpen uit deze tijd zijn geïnspireerd op de jugendstil. In de jaren 20 werden zijn werken meer geabstraheerd en werd hij beïnvloed door de toenmalige art-deco-stromingen. Zijn oprichterspenning voor de Vereniging voor Penningkunst uit 1925 is in een zeer kleine oplage uitgereikt. In de tweede helft van de jaren 20 ontwierp hij een aantal penningen waarvan ook een grote gegoten variant werd vervaardigd. Te denken valt aan het Lustrum uit 1926 voor de universiteit van Utrecht. Rijksmuntmeester dr. C. Hoitsema vroeg hem in 1927 een penning te ontwerpen voor het gegeven dat 's Rijks Munt 25 jaar een staatsbedrijf was. Hij ontwierp ook een penning voor de negende olympiade in Amsterdam.

### Keramist
De ontwerpen zijn in het algemeen eenvoudig en door traditioneel boerenaardewerk geïnspireerd. Zij verschillen daarom van zijn tekeningen en penningkunst. Zijn gebruikskeramiek zoals serviezen is eenvoudig gedecoreerd, bijvoorbeeld in zijn 'blokjes'-ontwerp. Van der Hoef kreeg een commissie van 10 tot 15% voor zijn ontwerpen.
Van der Hoef werkte in opdracht voor de volgende bedrijven:
- De Amsterdamse Fayence fabriek "aardewerkfabriek Amstelhoek" (1894-1903) te Amsterdam,
- Plateelbakkerij Haga (1904-1907),
- Amphora in Oegstgeest (vanaf 1908)
- Plateelbakkerij Zuid-Holland te Gouda (serviezen en plastieken)
- Porselein en aardewerkfabriek de Sphinx in Maastricht (serviezen met eenvoudige motieven)
- Tot 1903 was hij werkzaam bij de binnenhuisarchitecten en interieurwinkels "'t Binnenhuis" en daarna bij het gelijksoortige bedrijf "De Woning".

Na 1910 maakte Van der Hoef nog sporadisch aardewerk. Zijn werk bevindt zich in de collecties van onder meer het Gemeentemuseum Den Haag, het Stedelijk Museum in Amsterdam en Museum Boijmans Van Beuningen in Rotterdam.

### Sierkunstenaar
Van 1923 tot aan zijn dood was Van der Hoef verbonden aan de N.V. Gerofabriek, een zilverfabrikant in Zeist, waar hij ontwerpen voor zilveren gebruiksvoorwerpen en bestek maakte. Van zijn hand zijn ook tientallen tinnen vazen en borden.

## Tentoonstellingen
- Ceramic Millennium 1999 in het Stedelijk Museum in Amsterdam (met Joseph Mendes da Costa (1863-1939))
- Chris van der Hoef 1875-1933 Rijksmuseum Het Koninklijk Penningkabinet (Leiden), Drents Museum (Assen), Museum voor Sierkunst (Gent) 1994/1995